# Ћелијска плоча
Ћелијска плоча или пектински септум (примордијални зид или средишња ламела) је структура која се образује у телофази митозе на екватору родитељске биљне ћелије. На овај пектински слој, који је заједнички двема суседним ћелијама протопласти тих ћелија луче сваки са своје стране нови део зида који се зове примарни зид. Примарни зид и даље има доста пектина, хемицелулозе док је садржај целулозе у њему мали. Међутим, ћелијски зид диференцираних биљних ћелија има још један слој означен као секундарни ћелијски зид, који је изграђен од целулозе. Према томе, ћелијски зид трајних биљних ћелија је обично састављен од три дела: средишња ламеле (примордијални зид), примарног и секундарног зида. 